# 利布施泰特
利布施泰特（德語：Liebstedt，發音：[ˈliːpˌʃtɛt]）是德国图林根州魏玛地区县曾经的一个市镇，面积8.87平方千米，2012年12月31日人口为414人。2013年12月31日，利布施泰特与另外8个市镇合并为新市镇伊尔姆塔尔-魏恩施特拉瑟。